# Манајле
Манајле је насеље у Србији у општини Владичин Хан у Пчињском округу. Према попису из 2022. било је 19 становника (према попису из 2011. било је 34 становника). Лежи на високом земљишту испресецаном доловима. Положај је погодан из економских разлога; на блажим падинама становници гаје суве културе док је остало земљиште погодно за сточарство.

## Воде, земље и шуме
Вода за пиће користи се са извора и бунара. Највише пијаће воде има у Доњој Махали. Потеси на атару Манајла носе ове називе: Морава, Чапља, Падина, Рид, Миркова Чука, Столичица, Ливађе, Раскрсје, Село, Богородица и Караула.

## Тип села
Насеље је разбијеног типа. Дели се на махале: Доња Махала или Село, Марчинци, Чапља Падина, Рид и Морава. Махале се муђусобно оштро издвојене. Куће појединих родова су на окупу. У селу је 1960. године било 48 домова.

## Постанак села
Данашње Манајле потиче од некадашње три досељене куће. Једна кућа налази се у данашњој Доњој Махали, друга у махали Марчинци а трећа у махали Чапља Падина. Деобом становника тих досељеника и незнатним каснијим досељавањем нарастао је данашњи број домова и становника,
Некада је гробље Манајла било у суседном селу Дупљану. Тамо је било и гробље села Ружића. Данас Манајле има засебно гробље на потесу Миркова Чука.
Назив Богородица носи сеоски крст. Око крста приређује се сабор са гостима на Трећи дан Духова.

## Демографија
У насељу Манајле живи 55 пунолетних становника, а просечна старост становништва износи 55,0 година (53,4 код мушкараца и 56,5 код жена). У насељу има 27 домаћинстава, а просечан број чланова по домаћинству је 2,22.
Ово насеље је у потпуности насељено Србима (према попису из 2002. године).
|  |

| Демографија | Демографија | Демографија |
| Година      | Становника  | Становника  |
| ----------- | ----------- | ----------- |
| 1948.       | 219         |             |
| 1953.       | 216         |             |
| 1961.       | 242         |             |
| 1971.       | 152         |             |
| 1981.       | 113         |             |
| 1991.       | 78          | 78          |
| 2002.       | 60          | 60          |
| 2011.       | 34          |             |
| 2022.       | 19          |             |

| Етнички састав према попису из 2002.‍ | Етнички састав према попису из 2002.‍ | Етнички састав према попису из 2002.‍ | Етнички састав према попису из 2002.‍ | Етнички састав према попису из 2002.‍ |
| ------------------------------------ | ------------------------------------ | ------------------------------------ | ------------------------------------ | ------------------------------------ |
|                                      |                                      |                                      |                                      |                                      |
| Срби                                 | Срби                                 |                                      | 60                                   | 100,0%                               |
| непознато                            | непознато                            |                                      | 0                                    | 0,0%                                 |

| Година пописа     | 1948. | 1953. | 1961. | 1971. | 1981. | 1991. | 2002. |
| ----------------- | ----- | ----- | ----- | ----- | ----- | ----- | ----- |
| Број домаћинстава | 42    | 42    | 72    | 42    | 38    | 30    | 27    |

| Број чланова      | 1 | 2  | 3 | 4 | 5 | 6 | 7 | 8 | 9 | 10 и више | Просек |
| ----------------- | - | -- | - | - | - | - | - | - | - | --------- | ------ |
| Број домаћинстава | 9 | 11 | 3 | 2 | 0 | 2 | 0 | 0 | 0 | 0         | 2,22   |

| Пол    | Укупно | Неожењен/Неудата | Ожењен/Удата | Удовац/Удовица | Разведен/Разведена | Непознато |
| ------ | ------ | ---------------- | ------------ | -------------- | ------------------ | --------- |
| Мушки  | 28     | 7                | 17           | 3              | 1                  | 0         |
| Женски | 27     | 1                | 17           | 8              | 1                  | 0         |
| УКУПНО | 55     | 8                | 34           | 11             | 2                  | 0         |

| Пол    | Укупно                    | Пољопривреда, лов и шумарство | Рибарство                            | Вађење руде и камена | Прерађивачка индустрија       |
| ------ | ------------------------- | ----------------------------- | ------------------------------------ | -------------------- | ----------------------------- |
| Мушки  | 6                         | 0                             | 0                                    | 0                    | 1                             |
| Женски | 2                         | 0                             | 0                                    | 0                    | 0                             |
| УКУПНО | 8                         | 0                             | 0                                    | 0                    | 1                             |
| Пол    | Производња и снабдевање   | Грађевинарство                | Трговина                             | Хотели и ресторани   | Саобраћај, складиштење и везе |
| Мушки  | 0                         | 2                             | 0                                    | 0                    | 0                             |
| Женски | 0                         | 0                             | 1                                    | 0                    | 0                             |
| УКУПНО | 0                         | 2                             | 1                                    | 0                    | 0                             |
| Пол    | Финансијско посредовање   | Некретнине                    | Државна управа и одбрана             | Образовање           | Здравствени и социјални рад   |
| Мушки  | 0                         | 0                             | 2                                    | 0                    | 0                             |
| Женски | 0                         | 0                             | 0                                    | 0                    | 0                             |
| УКУПНО | 0                         | 0                             | 2                                    | 0                    | 0                             |
| Пол    | Остале услужне активности | Приватна домаћинства          | Екстериторијалне организације и тела | Непознато            | Непознато                     |
| Мушки  | 1                         | 0                             | 0                                    | 0                    | 0                             |
| Женски | 0                         | 0                             | 0                                    | 1                    | 1                             |
| УКУПНО | 1                         | 0                             | 0                                    | 1                    | 1                             |